# Đa phối đực

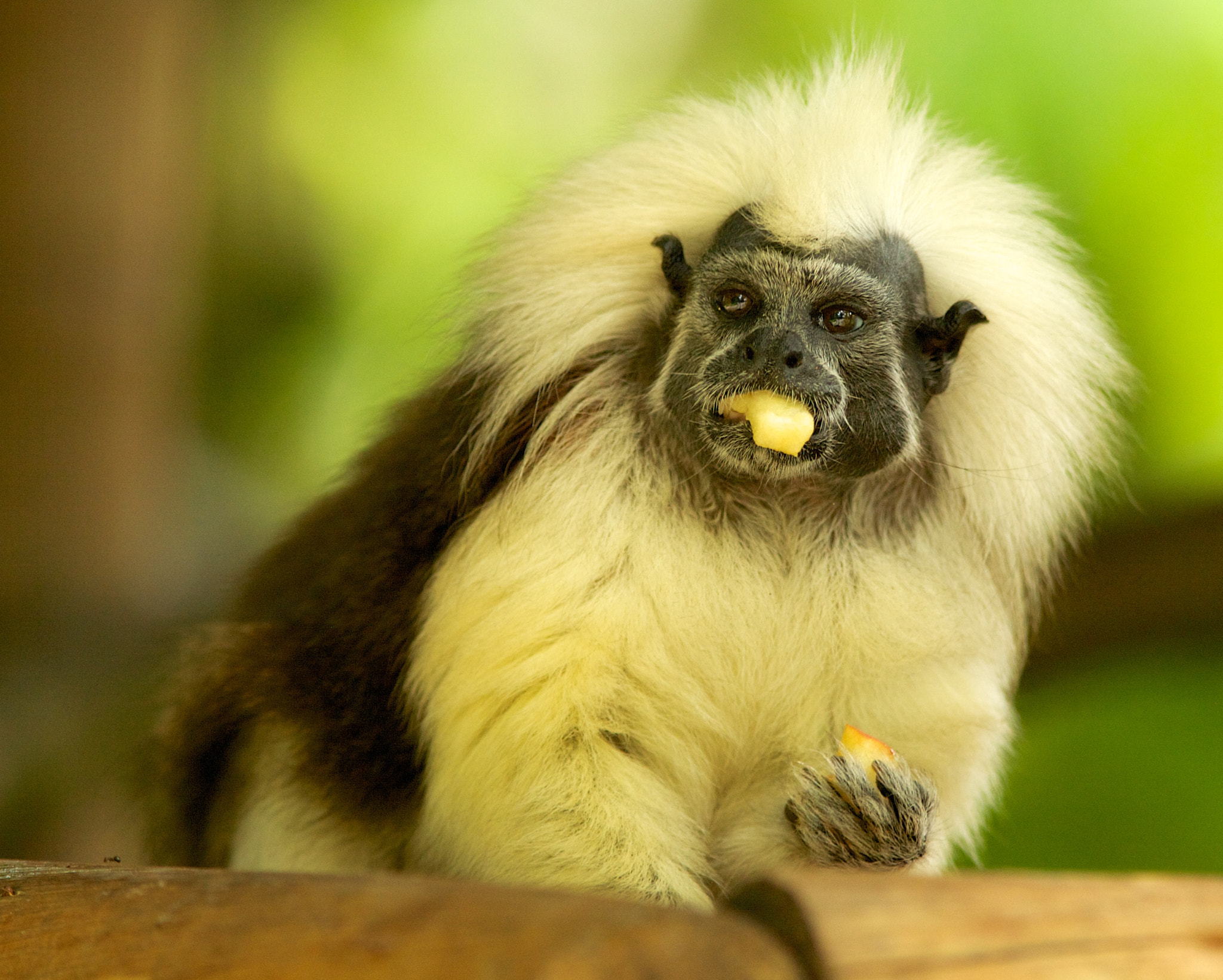
Khỉ sư tử Tamarin là các loài khỉ Tân thế giới được biết đến với hệ thống đa phối đực

Hiện tượng đa phối đực (polyandry) trong tự nhiên là một lớp hệ thống giao phối, trong đó một con cái sẽ giao phối/giao cấu với nhiều con đực trong một mùa sinh sản. Đa phối đực thường được so sánh với hệ thống đa phu (lấy nhiều chồng/chung vợ) của con người. Chúng hình thành dựa trên lợi ích và mất mát mà các thành viên của mỗi giới tính phải gánh chịu. Trái ngược với đa phối đực thì đa phối cái hay đa thê hay chung chồng (polygyny) là nơi một con đực sẽ giao phối với nhiều con cái trong mùa sinh sản (ví dụ: sư tử, hươu, một số loài linh trưởng và nhiều hệ thống có con đực đầu đàn- cá thể alpha).
Một ví dụ phổ biến về giao phối đa phu hay đa phối đực có thể được tìm thấy trong dế đồng (Gryllus bimaculatus) của động vật không xương sống Orthoptera (gồm dế, châu chấu và cào cào). Hành vi đa phối đực cũng phổ biến ở nhiều loài côn trùng khác, bao gồm bọ bột đỏ và loài nhện Stegodyphus lineatus. Đa phối đực cũng xảy ra ở một số loài linh trưởng như khỉ Marmoset, nhóm động vật có vú là Antechinus và  các loài thú có túi, khoảng 1% trong số tất cả các loài chim, như loài chim Jacana và chim Dunnocks (Prunella modularis), ở côn trùng như ong mật (ong chúa) và ở cá như cá ống (phân họ cá chìa vôi-Syngnathinae). Có giả thuyết cho rằng chế độ đa thê phổ biến hơn ở các sinh vật nơi sự không tương thích này có nhiều khả năng hơn. Điều này đặc biệt đúng trong các sinh vật hoạt bát.

## Ý nghĩa

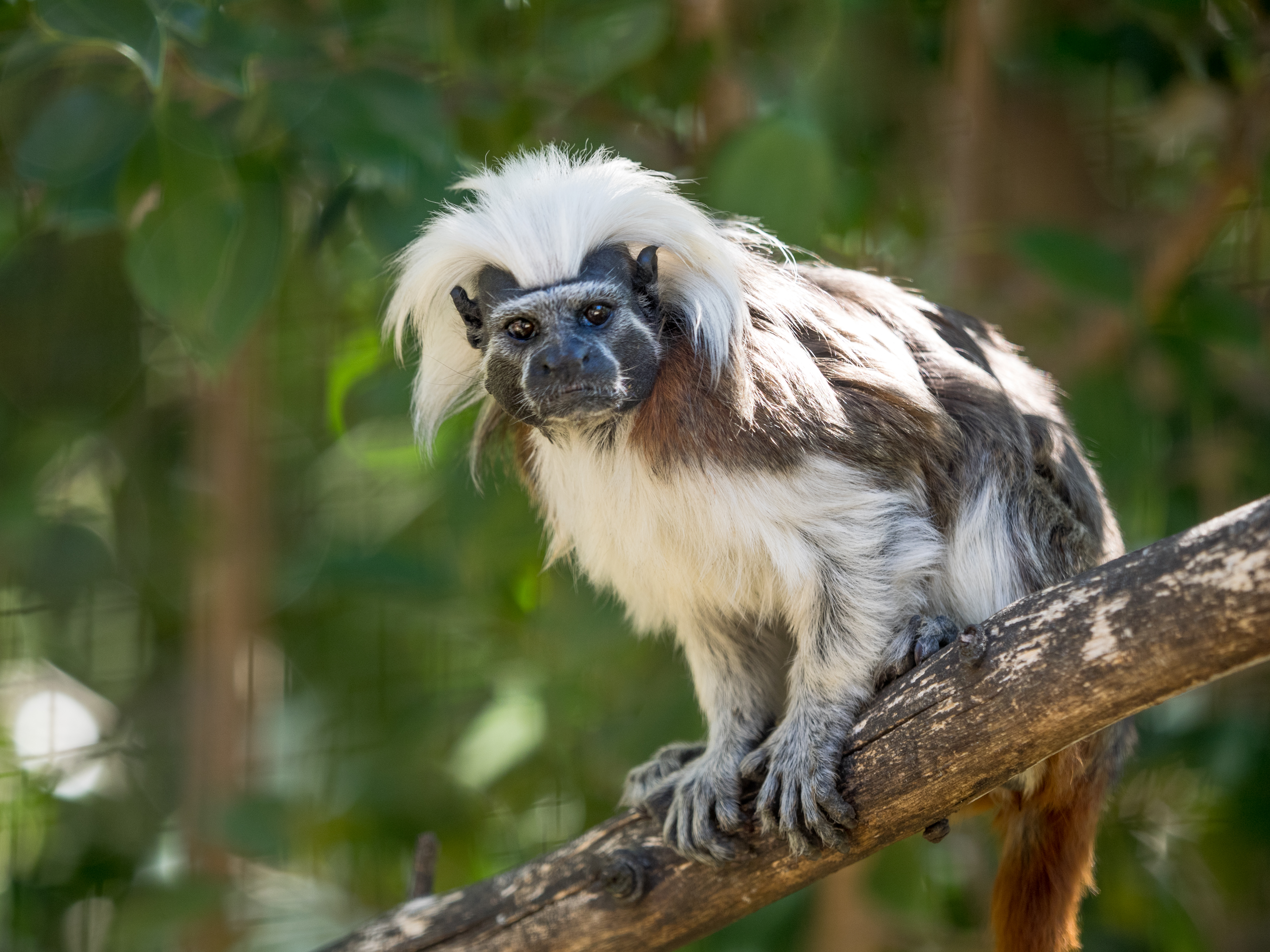
Khỉ sư tử Tamarin là các loài khỉ Tân thế giới được biết đến với hệ thống đa phối đực

Ý nghĩa thích nghi của chế độ đa phối đực ở động vật đang gây tranh cãi. Đa phối đực có lợi ích trực tiếp cho con cái cho phép đảm bảo thụ tinh, cung cấp tài nguyên và chăm sóc của cha mẹ cho con cái của chúng. Chuột nhà (Mus musculus musculus) đã cho thấy những lợi ích di truyền gián tiếp, trong đó con cái đã tăng khả năng sống sót của con chúng thông qua nhiều lần giao phối, cho thấy thực hành giao phối đa phối đực dẫn đến tăng khả năng sống sót của con cái chúng. Trong một phân tích tổng hợp, bao gồm 10 mẫu thí nghiệm côn trùng khác nhau, thì đa phối đực đã tăng sản lượng trứng của con cái, đặc biệt là ở các loài Lepidopteran và Orthopteran.
Lợi ích gián tiếp của việc giao phối cho con cái có thể đạt được thông qua cạnh tranh tinh trùng để có được "gen tốt", lựa chọn con đực để tăng chất lượng di truyền và đa dạng di truyền. Nhện cái loài Pisaura mirabilis sẽ lưu giữ nhiều tinh trùng hơn từ những con đực truyền cho chúng cho thấy việc lưu trữ tinh trùng nằm dưới sự kiểm soát của con cái thông qua lựa chọn tinh trùng. Sự gia tăng lưu trữ tinh trùng từ việc hiến tặng của con đực có thể cho phép con cái sinh ra những lứa con khỏe mạnh. Lưu trữ tinh trùng và thụ tinh thành công tăng theo thời gian giao hợp, cho thấy một lợi thế trong cạnh tranh tinh trùng.
Kết quả của việc giao phối với nhiều con đực, nhiều đối tác, bạn tình đã được quan sát thấy ở các loài là kết quả của chế độ đa phối đực là khá tiện lợi. Giả thuyết đa phương tiện thuận tiện là giả định rằng có hao phí lớn hơn cho nữ giới khi từ chối các nỗ lực giao phối của nam giới so với việc giao phối có lựa chọn. Đó là tình huống mà con cái điều chỉnh cường độ giao phối của chúng để cân bằng những phí tổn do bị quấy rối từ những con đực. Có ý kiến cho rằng chế độ đa thê tiện lợi (Convenience Polyandry Hypothesis) sẽ tăng lên khi những con cái yếu hơn những con đực, giảm tổn hại từ việc bị xâm hại tình dục. Chế độ đa phối đực tiện lợi được nhìn thấy ở một số loài động vật chân đốt, như những con bọ nước (Gerris buenoi).

## Tổn thất

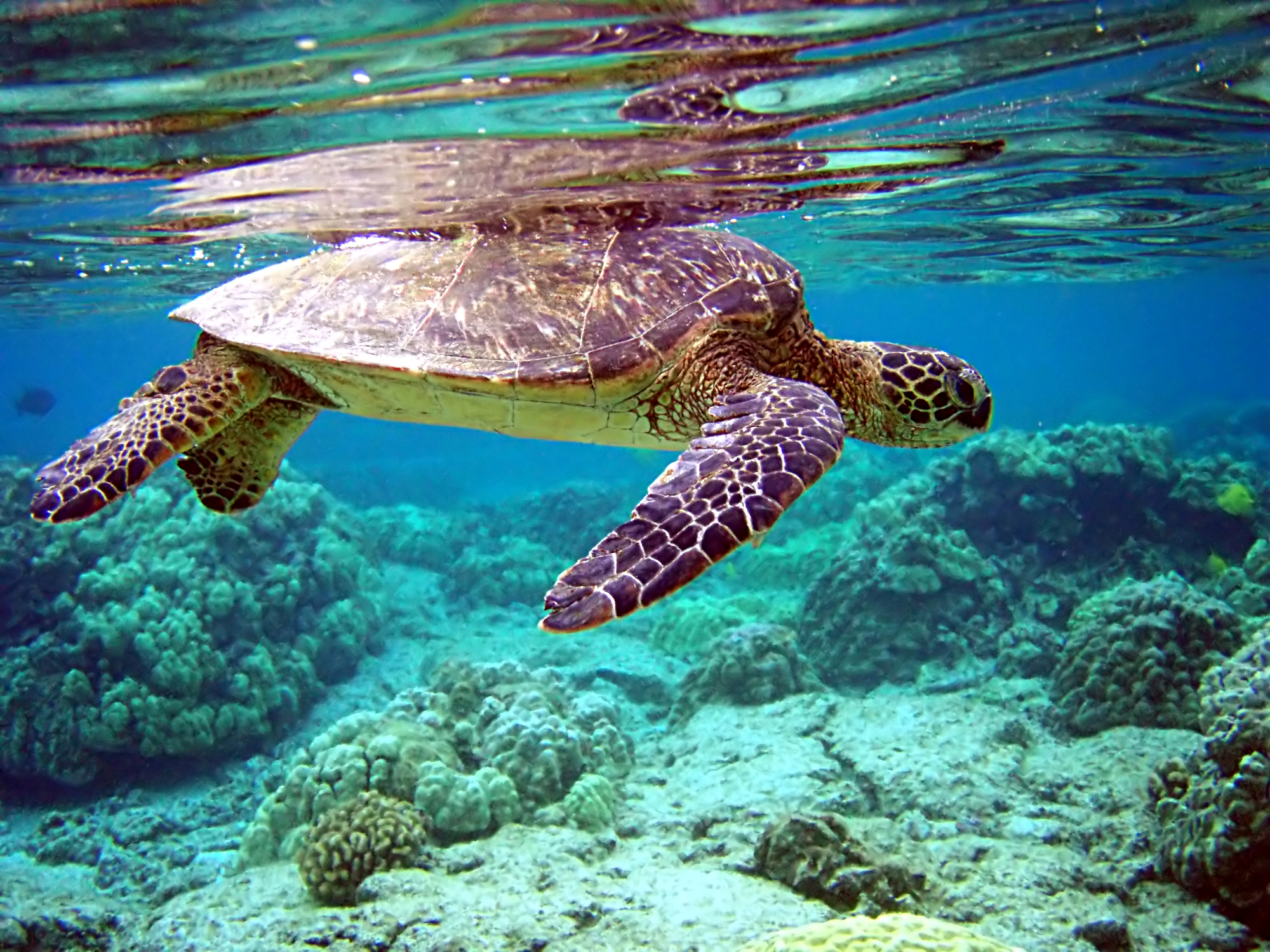
Loài đồi mồi dứa chọn hệ thống đa phối đực để tránh phải bị giao phối và sinh đẻ quá nhiều

Chế độ đa phối đực cũng có thể gây tổn thất cho nữ giới, khiến chúng dễ mắc bệnh, tăng nguy cơ bị săn mồi, chi phí thời gian và năng lượng và thậm chí gây hại về thể chất do thường xuyên bị quấy rối tình dục. Con cái đa tình gặp phải sự quấy rối tình dục khi được con đực tán tỉnh dẫn đến việc con cái phải trả giá đắt. Để giảm thiệt hại cho nữ giới, thì những con cái sẽ tham gia vào chế độ đa phu. Ví dụ, ở loài ong Anthidium maculosum, giống như ở nhiều loài khác, chi phí kháng giao phối cao có thể vượt quá chi phí chấp nhận nhiều con đực trong việc sinh sản nếu giao phối mất một thời gian ngắn, và do đó con cái ở một số loài có xu hướng chung chồng.
Trong hệ thống đa phối đực, sự ép buộc tình dục đã được quan sát là một trong những lý do chính khiến tại sao con cái bắt đầu giao phối với nhiều con đực để vượt xa hao phí trong các trường hợp khác nhau. Giả thuyết xung đột tình dục cho thấy chế độ đa thê có thể xảy ra do sự ép buộc tình dục ngăn cản phụ nữ có được bất kỳ lợi ích nào. Ép buộc tình dục đã được nhìn thấy dưới ba hình thức khác nhau: cưỡng bức, quấy rối tình dục và đe dọa. Giao hợp cưỡng bức được ghi nhận ở những con đực không thể tiếp cận con cái để giao phối.
Do thiếu khả năng tiếp cận bạn tình, con đực có nhiều khả năng tham gia vào các hành vi xâm hại tình dục có thể gây tổn hại về thể chất và tử vong cho con cái, như đã ghi nhận ở hải cẩu và vịt. Sự đe dọa đã được nhìn thấy ở các loài linh trưởng xã hội, chúng ép con cái giao phối, do đó, đẩy chúng giao phối với kẻ xâm chiếm bầy đàn. Con đực sử dụng sự đe dọa như một phương pháp trừng phạt ở con cái không chịu giao phối với chúng.
Ép buộc tình dục có nhiều lợi ích đối với con đực cho phép chúng giao phối, nhưng chiến lược của chúng gây ra tổn thương cao cho con cái. Điều này đã được quan sát thấy ở động vật có xương sống như rùa xanh. Đồi mồi dứa là một ví dụ về một loài không nhận được bất kỳ lợi ích có thể nào từ chế độ đa phối đực và chỉ sử dụng nó để giảm thiểu giao phối. Đối với chuột nhà, nhiều con đực giao phối đã được quan sát ngay cả khi con cái có cơ hội lựa chọn bạn tình mà không bị ép buộc tình dục, cho thấy rằng đó là do sự lựa chọn của con cái. Trong thế giới của loài ruồi Dryomyza anilis, con cái thích giao phối với sự rụng trứng nhanh chóng. Con cái D. anilis có thể lưu trữ tinh trùng trong ít nhất hai lô trứng mà không làm giảm tỷ lệ thụ tinh. Do đó, giao phối trước mỗi lần rụng trứng là không cần thiết.

## Các loài
Nhiều loài bò sát cũng thể hiện chế độ đa phối đực, đặc biệt là trong số các thành viên của họ rùa (Testudinidae). Thông qua chế độ đa phối đực và việc lưu trữ tinh trùng lâu dài, các nghiên cứu gần đây đã tìm thấy bằng chứng cho thấy khả năng rùa cái tạo ra những ổ trứng chứng tỏ nhiều quan hệ cha con. Có thể dự đoán, những con non này cho thấy sự gia tăng về tính biến đổi di truyền so với những con được nuôi bởi một con đực. 

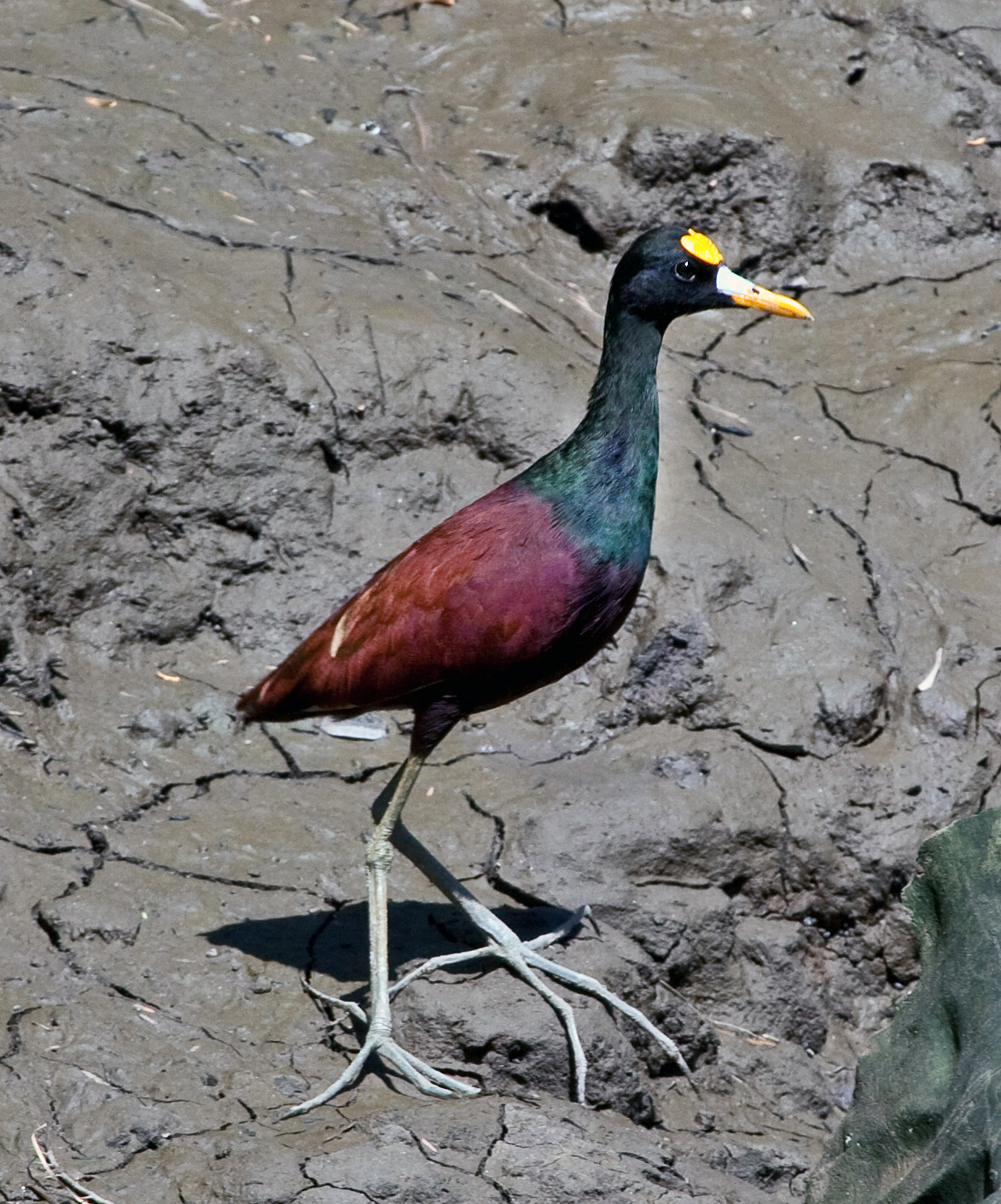
Loài chim Jacana spinosa được ghi nhận có chế độ nhiều chồng

Tiềm năng sinh nhiều con trong một bộ ly hợp chủ yếu là kết quả của việc lưu trữ tinh trùng qua các chu kỳ sinh sản, vì các nghiên cứu đã xác nhận sự hiện diện của nhiều tinh trùng của con đực trong đường sinh sản của rùa cái. Là kết quả của việc ly hợp với sự thay đổi lớn hơn về gen của kẻ làm cha và sự cạnh tranh tinh trùng tăng lên, con cái có thể tối đa hóa cả chất lượng di truyền và số lượng con sinh ra. Do đó, nhiều gia đình trong một ly hợp được coi là một chiến lược hiệu quả để tăng thành công sinh sản và sức sinh tồn (fitness) của rùa cái.
Hiện tượng phối cũng được ghi nhận ở loài chim Janaca, hễ nơi nào có một con mái thì sẽ có một nhóm con trống ở gần để đạp mái. Sự giao phối có thể dễ dàng được ghi nhận ở loài này, tạo điều kiện cho việc quan sát con mái giao phối liên tục với nhiều con trống khác nhau. Sự giao phối liên tục và sự gần gũi với bạn tình đã cho phép con mái bay trong vòng vài phút dẫn đến sự pha trộn tinh trùng dự kiến và cho phép tinh trùng khả thi nhất để thụ tinh trong hầu hết các ly hợp hoặc tăng sự đa dạng di truyền để mang lại lợi ích trong việc kháng bệnh.
Chim gõ kiến Acorn (Melanerpes formicivorus) cung cấp thông tin đáng kể về các hệ thống nhân giống vì chúng thực hành chế độ một vợ một chồng, đa thê và đa phối đực. Trong chế độ đa phối đực, sự hiện diện của nhiều nhà lai tạo giống đực (con trống) trong chim gõ kiến Acorn đã cho thấy con mái sinh sản kích thước ly hợp tối ưu và với việc chia sẻ quan hệ cha con giữa con trống, việc tăng sức sinh tồn của con trống và con mái ổn định hơn về mặt hành vi. Trái ngược với đa thê, người ta đã quan sát thấy rằng những con cái đa thê đẻ một số lượng lớn trứng vượt quá kích thước ly hợp tối ưu làm giảm sức sinh tồn của nhóm, cho thấy việc có nhiều trứng làm giảm sức sống nhóm. Trong đa phối đực, kích thước ly hợp tối ưu thu được vì chỉ có một con mái và nó trở nên ổn định hơn khi tất cả các thành viên vẫn ở cùng nhau.
Ở nhện lưng đỏ (Latrodectuseopardelti) làm tăng khả năng điều khiển quan hệ cha con của con cái họ bằng cách sử dụng ống sinh tinh để lưu trữ nhiều tinh trùng. Ngoài ra, một nghiên cứu về loài kiến cắt lá (Acromyrmex echinatior) đã ủng hộ giả thuyết rằng sự trộn lẫn tinh trùng thực sự xảy ra ở côn trùng xã hội đa phối đực. Người ta còn phát hiện ra rằng trứng trong kiến chúa cho thấy được trộn hoàn toàn và sử dụng ngẫu nhiên trong quá trình đẻ trứng. Ở loài lửng châu Âu thường sống thành từng cặp, con đực chỉ giao phối với một con cái trong suốt đời của nó, trong khi con cái có thể giao phối với nhiều con đực.
Nghiên cứu hiện tại cho thấy chế độ đa phối đực là cấu trúc xã hội thống trị trong họ khỉ Tân thế giới gồm Callitrichidae. Callitrichidae bao gồm các loài khỉ Marmoset và khỉ Tamarin, hai nhóm khỉ Tân thế giới cỡ nhỏ này được tìm thấy ở Nam Mỹ. Các nhóm hoang dã thường bao gồm ba đến mười cá thể, với một con cái hoạt động sinh sản, một hoặc nhiều con đực sinh sản và một số con giúp đỡ không sinh sản có thể là con đực hoặc con cái. Chế độ đa phối đực hợp tác không phải là hệ thống giao phối duy nhất được tìm thấy trong các loài linh trưởng này. Các nhóm khi có chung vợ, một vợ một chồng và đa thê có thể được tìm thấy trong cùng một quần thể, và một nhóm thậm chí có thể thay đổi hệ thống giao phối, làm cho nó trở thành hệ thống giao phối linh hoạt nhất của bất kỳ loài linh trưởng phi người nào.
Không giống như hầu hết các loài linh trưởng thường sinh con độc thân, cặp song sinh là kích thước lứa đẻ trung bình của khỉ Tamarin và Khỉ Marmoset. Toàn bộ nhóm tham gia nuôi dạy con cái, chia sẻ trách nhiệm chăm sóc trẻ sơ sinh, cho ăn và chải chuốt cho nhau. Sự hiện diện của những người trợ giúp không sinh sản dường như là yếu tố quan trọng nhất trong việc xác định hệ thống giao phối nào được sử dụng, vì sự biến đổi sinh thái và môi trường chưa được tìm thấy có tác động đáng kể. Tác giả Goldizen (1987) đã đưa ra giả thuyết rằng chế độ một vợ một chồng trong các loài khỉ của họ Callitrichidae chỉ nên phát triển trong các nhóm có những cá thể giúp đỡ không sinh sản để giúp nuôi con non, và nếu không có những người trợ giúp này, cả con đực và con cái đơn tính sẽ có khả năng sinh sản cao hơn so với những con một vợ một chồng. Thật vậy, trong các nghiên cứu về loài Saguinus fuscicollis, tên thường gọi là khỉ Tamarin yên ngựa, không có cặp đơn độc nào từng được nhìn thấy để thử chu kỳ sinh sản.